# Billy Talent
I Billy Talent sono un gruppo canadese formatosi a Mississauga, Ontario. Sono nati nel 1993 su impulso del cantante Benjamin Kowalewicz, il chitarrista Ian D'Sa, il bassista Jon Gallant e il batterista Aaron Solowoniuk. Non ci sono stati cambi di formazione, sebbene Solowoniuk sia attualmente in pausa dalla band a causa di una ricaduta della sclerosi multipla di cui è affetto, e Jordan Hastings degli Alexisonfire lo stia attualmente sostituendo.
Nei 25 anni dalla loro carriera i Billy Talent hanno venduto oltre 900.000 album nel solo Canada e quasi 3 milioni di album a livello internazionale. Tra il 1995 e il 2016, i Billy Talent sono stati il 27º artista canadese più venduto in Canada e tra i primi 10 gruppi canadesi più venduti in Canada.

## Storia del gruppo

### Pezz: 1993-1999
La band si forma originariamente a Meadwale e a Streetsville, due quartieri in Mississauga. Nel 1993, Benjamin Kowalewicz e Jon Gallant facevano parte di una band chiamata To Each His Own, dove Gallant suonava il basso e Kowalewicz era alla batteria. Kowalewicz si spostò alla voce, e Aaron Solowoniuk fu preso alla batteria. Al backstage del talent show della loro scuola superiore, Our Lady of Mount Carmel Secondary, incontrarono Ian D'Sa che già suonava in una band differente chiamata Dragonflower. Le due band iniziarono a suonare insieme in sale da biliardo e bar. Alla fine, Benjamin chiese a D'Sa circa l'iniziare una nuova band con lui, Jon e Aaron. Volevano creare un gruppo concentrato più sulla creatività, e Ian accettò. Questa fusione portò alla creazione di una band chiamata The Other One per un breve periodo di tempo e, alla fine, cambiarono definitivamente in Pezz.

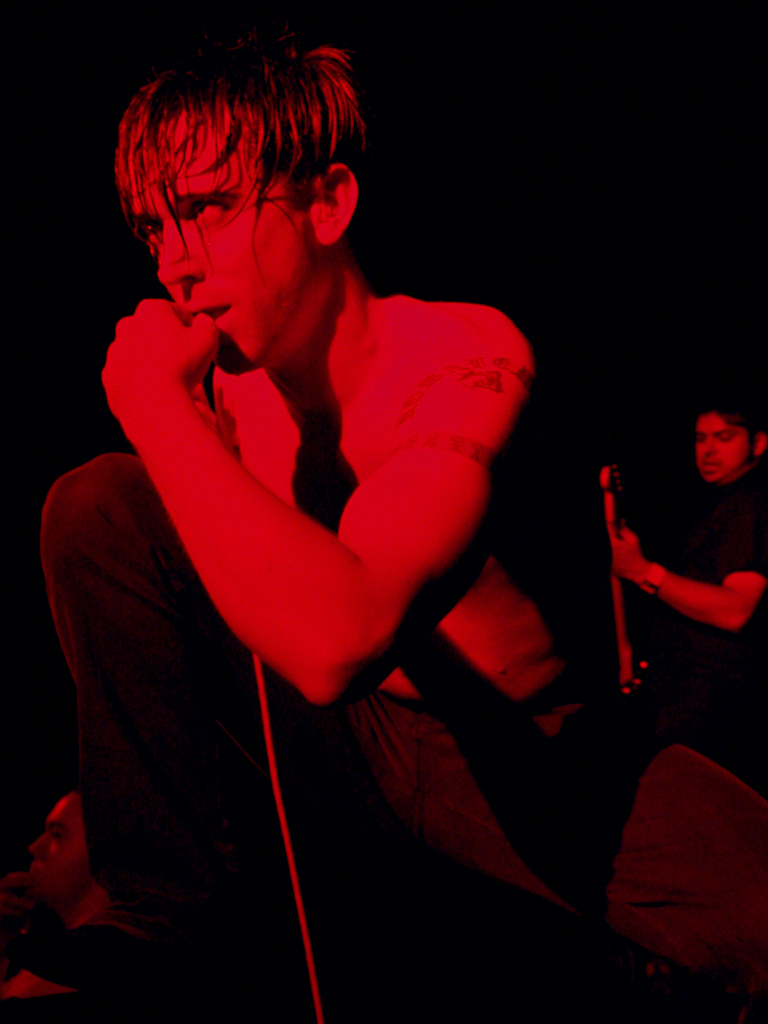
Benjamin Kowalewicz

I Pezz iniziarono a scrivere, eseguire canzoni, e guadagnare attenzione e credibilità prima localmente, e presto nella scena Indie di Toronto. La loro prima registrazione fu su un'economica 4-Track Demo, registrata nel seminterrato di Ian D'sa nel luglio 1994, e fu chiamata Demoluca, dopo che un amico del gruppo, Jason Deluca, li interruppe bussando ad una finestra del seminterrato mentre la band stava registrando. Poco dopo, nel gennaio 1995, spesero tutti i loro soldi per registrare un'altra demo, successivamente chiamata Dudebox di qualità migliore con l'ingegnere/produttore Dave Tedesco nello studio Signal To Noise. Originariamente, due tracce di Demoluca e quattro nuove tracce furono compilate su esso, ma un anno dopo la band registrò quattro altri brani in studio e li ri-pubblicarono. Dopo queste pubblicazioni e le loro continue esecuzioni nelle aree vicine, i Pezz guadagnarono fan in Missisauga e continuarono ad espandersi.
Ian D'Sa studiò Animazione Classica allo Sheridian College, e lavorò all'Angela Anaconda come animatore. Gallant finì quasi una laurea in commercio. Kowalewicz ebbe diversi lavori, uno dei quali fu lavorare alla stazione radio 102.1 The Edge. Solowoniuk lavorava alla Chrysler Canada. Durante questo periodo di tempo, ogni membro trovò il tempo e le finanze per registrare il loro primo e vero full-length Album nel 1999. Lavorarono su dodici canzoni ad uno studio chiamato Great Big Music, collaborando con il produttore Brad Nelson. Benjamin iniziò a cantare con Ian. Con questo, Watoosh! nacque e fu pubblicato indipendentemente.

### Billy Talent e il Successo: 1999-2004
Successivamente, per vari problemi legati al nome, furono costretti a cambiare il nome per il gruppo. Così, prendendo spunto dal chitarrista Billy Tallent del romanzo Hard Core Logo di Michael Turner, cambiarono il nome in Billy Talent.
Dopo questo cambiamento, il loro sound iniziò a diventare molto più aggressivo, verso il Punk rock. Nel 2001, pubblicarono Try Honesty EP, registrato e mixato da Justin Koop e Billy Talent al The Music Gym in Burlington Ontario. Con questo lavoro, il produttore Gavin Brown li notò e li aiutò a firmare, nel 2002 un contratto con la Atlantic Record e Warner Music Canada. Nell'autunno 2003, pubblicarono il primo vero e proprio album, chiamato Billy Talent, che ebbe un considerevole successo di vendita. Try Honesty fu un successo come primo singolo, seguito da The Ex, River Below e Nothing to Lose nel tardo 2003 e 2004. Il gruppo suonò in vari spettacoli Sold-out in Canada, Stati Uniti ed Europa. La band ricevette due Juno Awards (Best Album Of The Year e Best Band Of The Year) e un Much Music Video Award, stando in tour dal 2004 al 2005. Billy Talent fu certificato 3 volte Platino in Canada.
La prima traccia dell'album, intitolata This Is How It Goes, si riferisce ad un amico di Kowalewicz che aveva la Sclerosi Multipla. Il 17 marzo 2006, Aaron Solowoniuk rivelò in una lettera ai fan che lui era l'amico menzionato nella canzone.

### Billy Talent II: 2005-2007
Il terzo album dei Billy Talent, Billy Talent II fu registrato per la maggior parte al The Warehouse Studio a Vancouver, prodotto da Gavin Brown di nuovo e mixato da Chris Lord-Alge. Questa volta però, Ian D'sa ebbe la possibilità di provare a produrre. All'inizio dell'autunno del 2005, la band distribuì a scopo illustrativo varie Demo dell'album per guadagnare pubblicità. Billy Talent II fu distribuito il 27 giugno 2006. Vendette abbastanza bene in Canada nella prima settimana di debutto, toccando la prima posizione in varie classifiche Canadesi. Godette anche di una significante popolarità in Germania, dove ugualmente toccò le prime posizioni nelle classifiche degli album di debutto, e fu uno dei 10 album più venduti nel paese. L'album è stato certificato doppio Platino in Canada con le sue 215 000 copie vendute e altrettanto in Germania con 200 000 copie vendute. Lo stesso successo, però, non si manifestò negli Stati Uniti. La band, comunque, ha dichiarato di volersi concentrare particolarmente su Canada, Europa e altri posti oltremare.
L'album contiene meno rabbia e cattivo linguaggio rispetto al precedente, dato che ognuno si è addolcito e cresciuto come uomo e come gruppo. La maggior parte delle canzoni trattano di problemi della vita reale.

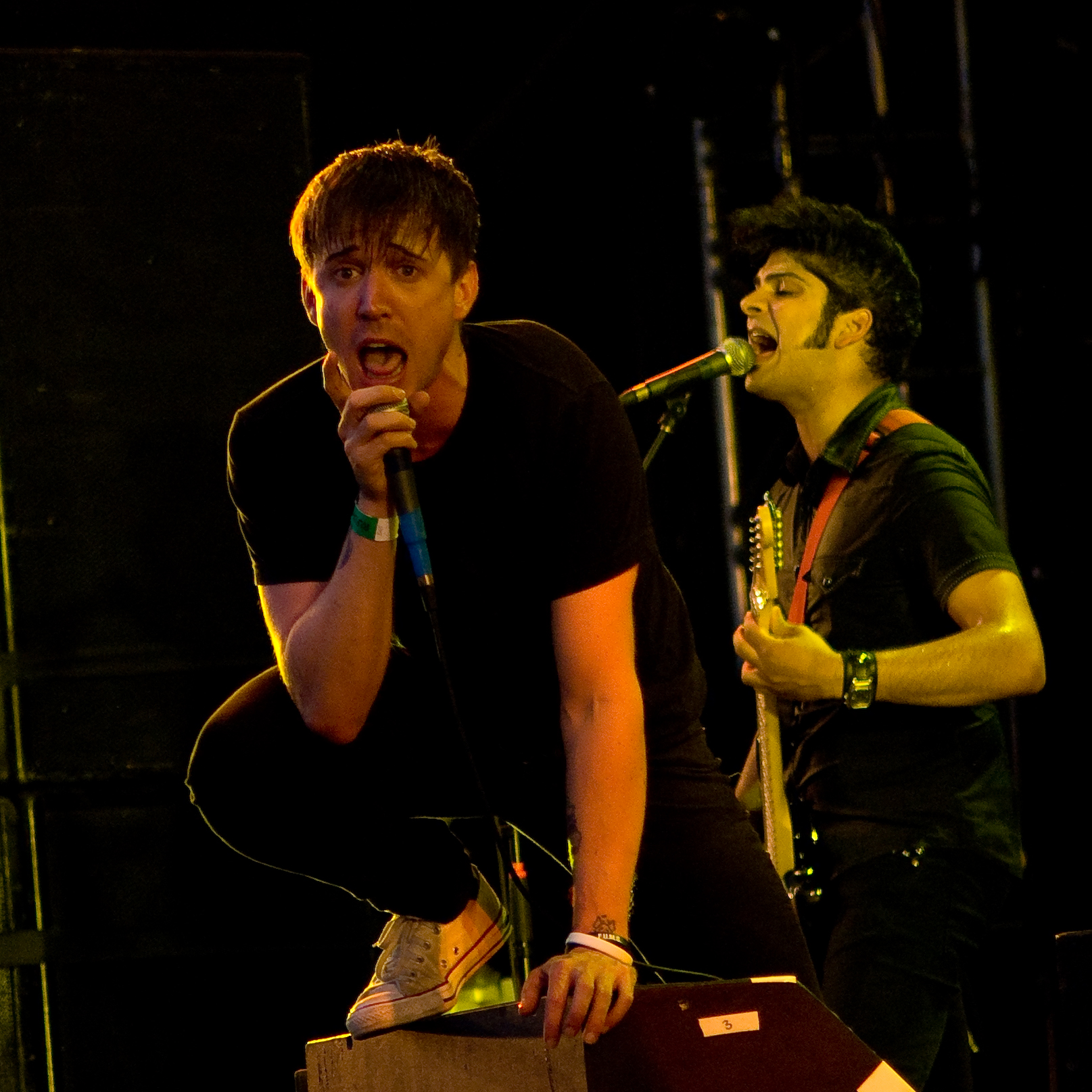
Ian D'Sa e Benjamin Kowalewicz Live @ Ruisrock 2007

La band intraprese un lungo tour nel Regno Unito, a supporto dell'album e successivamente anche in Canada, Australia ed Europa, suonando con band del calibro di Rise Against e Anti-Flag. La band dichiarò ufficialmente la fine del tour l'11 settembre 2007.
Poco tempo dopo, il 27 novembre 2007, pubblicarono un Doppio DVD Live chiamato 666 che contiene esecuzioni dal vivo dal London's Brixton Academy, Philipshalle di Düsseldorf e dal Rock Am Ring in Germania.

### Billy Talent III: 2008-2011
Il singolo per "Turn Your Back" (una collaborazione con la band Anti-Flag) è stato pubblicato il 15 settembre nel Regno Unito e in gran parte dell'Europa, il 16 settembre negli Stati Uniti e in Canada e il 20 settembre in Australia ed è stato anche presentato nel videogioco NHL 09.
La band è entrata in studio di registrazione a novembre con Brendan O'Brien, che in precedenza ha lavorato con Rage Against The Machine, Incubus, Stone Temple Pilots, Soundgarden, Pearl Jam e Red Hot Chili Peppers. La band ha intrapreso un tour di supporto per il quarto album, partendo dall'Australia al Soundwave Festival a febbraio. Dopo l'Australia, la band si è diretta in Nord America, dove hanno suonato per tre giorni al Coachella Festival. Ian ha rivelato che il nuovo album si chiamerà Billy Talent III.
Durante l'estate 2009, i Billy Talent hanno girato il Nord America con i Rise Against e Rancid. Il 26 febbraio, la band fu annunciata per il Download festival nel Regno Unito In un'intervista con UpVenue, il bassista Jonathan Gallant ha annunciato che il tour canadese sarebbe iniziato nell'inverno del 2010 e che sarebbe stato lungo.
Il loro quarto album, Billy Talent III, è stato rilasciato il 10 luglio 2009 in Europa, il 13 luglio nel Regno Unito e il 14 luglio in Canada. L'album è stato pubblicato il 22 settembre negli Stati Uniti con l'etichetta Roadrunner Records.
Billy Talent hanno dato il via al tour europeo del 2009 il 19 ottobre, commentando prima del tour che "non vediamo l'ora di venire in Europa e nel Regno Unito". Al tour europeo è seguito con un tour canadese nel marzo 2010, con il supporto di Against Me!, Alexisonfire e Cancer Bats. Il 1º febbraio, "Saint Veronika" è stato pubblicato come terzo singolo da Billy Talent III. Il 16 febbraio 2010, hanno pubblicato iTunes Session, su iTunes, un EP di 7 tracce con brani di tutti e tre gli album.
Nell'agosto 2010, hanno suonato 3 date di tournée in Sudafrica, una a Cape Town, a Durban e a Oppikoppi insieme ad altre band locali come Taxi Violence, Zebra and Giraffe e Jack Parow. La band ha poi suonato sul palco principale ai Festival di Reading e Leeds, insieme a gruppi come Blink-182, Guns N 'Roses, Arcade Fire, Paramore, Weezer, Green Day, Lostprophets & Young Guns. Questa è stata l'ultima esibizione della band durante il Billy Talent III Tour, e Kowalewicz ha annunciato che la band avrebbe preso una pausa prima di iniziare a lavorare al loro prossimo album.

### Dead Silence:2010-2014
Il 1º febbraio 2010 è uscito in anteprima mondiale il nuovo video per il singolo Saint Veronika. Il 23 febbraio seguente si sono esibiti alle Olimpiadi di Vancouver in uno spettacolo tutto loro.
Il 25 maggio 2012 viene pubblicato il primo singolo del loro quarto album, Dead Silence, intitolato Viking Death March.
Il 22 agosto 2014, la band ha annunciato l'uscita di Hits, un disco raccolta dei "più grandi successi" che includeva due nuove canzoni. Il 25 settembre 2014, la band pubblicò "Kingdom of Zod", una delle due nuove canzoni dell'album Hits. Il 4 novembre 2014, viene pubblicato il primo album raccolta della band intitolato come previsto Hits.

### Afraid of Heights: 2015 - 2018
Nel luglio 2016 esce il quinto album in studio Afraid of Heights, registrato a Toronto senza il contributo del batterista Aaron Solowoniuk, malato di sclerosi multipla. Jordan Hastings (Alexisonfire) ha registrato come ospite le sessioni di batteria e percussioni e ha partecipato al tour di promozione del disco. Lo stesso giorno, la band ha mandato in onda il primo singolo tratto dal nuovo album, "Afraid of Heights". Il 16 luglio 2016 la band ha aperto il concerto dei Guns N 'Roses al Rogers Centre. Solowoniuk si unì al gruppo durante il loro show del 27 febbraio 2017 all'Air Canada Centre di Toronto per suonare due canzoni. Alla band si unì anche Jeremy Widerman dei Monster Truck per una cover dei Nautical Disaster in dedica a Gord Downie.

### 2019-presente
Il 27 novembre 2019 viene pubblicato il singolo Forgiveness I + II. Il 28 gennaio 2020 viene pubblicato il singolo Reckless Paradise, seguito il 4 aprile 2020 dal singolo I Beg to Differ (This Will Get Better). Il 9 ottobre viene pubblicato il singolo End of Me che vede la partecipazione di Rivers Cuomo, cantante degli Weezer.
Il 21 gennaio 2022 viene pubblicato l'album Crisis of Faith per la Dudebox Records.

## Formazione

### Formazione attuale
- Benjamin Kowalewicz - voce (1993-presente)
- Ian D'Sa - chitarra (1993-presente)
- Jonathan Gallant - basso (1993-presente)
- Jordan Hastings - batteria (2016-presente)

### Ex componenti
- Aaron Solowoniuk - batteria (1993-2016)

## Discografia

### Album in studio
- 2003 – Billy Talent
- 2006 – Billy Talent II
- 2009 – Billy Talent III
- 2012 – Dead Silence
- 2016 – Afraid of Heights
- 2022 – Crisis of Faith

### Raccolte
- 2014 – Hits